# Sporthal Molenbos
Sporthal Molenbos was een Belgische sporthal te Zellik.

## Geschiedenis
De sporthal was gelegen op de Noorderlaan en werd in 1984 opgetrokken op initiatief (en kosten) van een 180-tal inwoners. Onder meer VC Zellik en nadien VC Asse-Lennik waren er gevestigd. In 2005 kwam Molenbos in handen van de gemeente. In 2014 werd het gebouw te koop aangeboden en in 2016 sloot het definitief haar deuren. In 2019 werd besloten tot de sloop, die tot eindelijk plaatsvond in 2021. Op de vrijgekomen ruimte kwam een vrijetijdssite en KMO-zone.